# 拉亚蒂科
拉亚蒂科（義大利語：Lajatico），是意大利比萨省的一个市镇。总面积72.37平方公里，人口1385人，人口密度19.1人/平方公里（2009年）。
地理位置主要位於丘陵地帶，海拔從100米到650米(約330到2130英尺)不等。